# El Sueño (espiritualidad)
El Sueño o El Soñar es un término común dentro de la narrativa animista de la creación de los aborígenes australianos para una creación personal o grupal y para lo que puede ser entendido como el “tiempo intemporal” de creación formativa y la creación perpetua. Además, el término se aplica a lugares y áreas en tierras tradicionales de aborígenes australianos (y a lo largo de la Australia no-tradicional) en donde residen espíritus de creación y ancestros totémicos aún no creados.  No existe ninguna palabra en los idiomas occidentales para cubrir el concepto; por ejemplo, los anangu que hablan pitjantjatjara utilizan la palabra Tjukurpa, y aquellos que hablan yankunytjatjara  utilizan la palabra Wapar, pero ninguna de estas significa sueño o soñar en el sentido occidental.
El Sueño tiene diferentes significados para cada grupo aborigen. Puede ser visto como la personificación de la Creación, la cual le da sentido a todo. Establece las reglas que regulan las relaciones entre la gente, la tierra y todo lo relacionado con los pueblos aborígenes.

## Propiedad de los sueños
El mundo fue creado durante el Tiempo del Sueño. Un Sueño es una historia de propiedad de diferentes tribus y sus miembros que explica la creación de la vida, personas y animales. Una historia del Sueño es pasada con protección como si fuera propiedad y es una forma de "propiedad intelectual". En el contexto moderno, un aborigen no puede contar o pintar la historia del sueño o la creación de alguien más sin permiso previo del dueño de este Sueño. La historia del sueño de una persona debe ser respetada, ya que el individuo posee el conocimiento de dicha historia del sueño. Algunas restricciones de comportamiento están asociadas con la propiedad del sueño; por ejemplo, si el Sueño es pintado sin autorización, esta acción puede ser recibida con acusaciones de haber "robado" el Sueño de otra persona.
Los tres libros del fallecido Geoffrey Bardon sobre Papunya específicamente mencionan conflictos relacionados con la posesión de una historia del sueño. Utilizó como un ejemplo la hormiga de miel del sueño pintada en tiempos contemporáneos en las paredes de la escuela de Papunya. Antes de que mural fuese pintado, todas las tribus de Papunya: los pintupi, los warlpiri, los arrernte y los anmatyerre, tuvieron que acordar que la hormiga de miel era un mural aceptable, ya que papunya era el lugar de encuentro de todas las tribus. Luego de que el mural fue pintado, uno de los ancianos principales, Long Tom Onion, recordó a Bardo que él, el anciano, había sugerido que el mural fuese pintado. Más adelante, Bardon se dio cuenta de que Long Tom Onion era el dueño de ese sueño. Comprendió la importancia de la propiedad de los sueños entre los aborígenes australianos, especialmente aquellos que aún mantienen sus relaciones tribales y tradicionales.
Entre las tribus del Desierto Central de Australia, el paso de una historia del Sueño es, en gran parte, relacionado con el género. Por ejemplo, el fallecido artista del movimiento Papunya, Clifford Possum Tjapaltjarri, pintó sueños ceremoniales relacionados con la circuncisión e historias de amor, y lecciones para "niños traviesos". Sus hijas, Gabriella Possum y Michelle Possum han tendido a pintar el "Siete Hermanas Soñadoras" o las Pléyades, ya que heredaron ese Sueño de su línea maternal. Como consecuencia de ello, han pintado el "País de la Abuela", lo que es una expresión de la propiedad heredada de la tierra a través del conocimiento de los sueños. Clifford y sus hijas no han pintado sobre los mismos temas; Clifford nunca ha pintado a las "Siete Hermanas Soñadoras". Según la ley tribal, sus hijas no pueden ver las ceremonias tribales masculinas, mucho menos pintarlas.
Los Sueños como "propiedad" también han sido utilizados por algunas tribus aborígenes para argumentar sus títulos sobre tierras tribales tradicionales ante la Corte Suprema de Australia. Las pinturas de los sueños, travesías y ceremonias tienden a describir los lugares en donde ocurren. Ha habido casos en los que pinturas de diez metros de largo han sido presentadas ante la Corte, como evidencia de un título propietario de una tribu luego de que el concepto de terra nullius fuese anulado por el presidente de la Corte Gerard Brennan.
Soñar con un bebe y un animal fuerte 
Al momento de soñar con un bebe y un animal fuerte ya sea un tigre o león ,toro , etc la mayoría de las veces se interpreta como la necesidad o desesperación  por el nacimiento de un hijo.  
- Gabriella Possum Nungurrayi es dueña de las siguientes historias de sueños: comidas del bosque, país de la Abuela y las Siete Hermanas.

- Tim Leura Tjapaltjarri tuvo el siguiente sueño: ceremonia de la muerte

- Emily Kame Kngwarreye tuvo un sueño de ñame, al igual que de lagartija diablo de montaña, semillas de césped, dingo, emu, comida de emu, frijoles verdes y semillas de ñame.

- Minnie Pwerle tuvo un sueño de una semilla de melón del bosque.